# معمر زوكورليتش
معمر زوكورليتش (بالصربية: Муамер Зукорлић) (15 فبراير 1970 - 6 نوفمبر 2021) هو سياسيٌ وعالم إسلامي صربي، كان قد شغل منصب رئيس ومفتي الجماعة الإسلامية في صربيا. يعود أصلهُ إلى البوسنة، لذلك شغل منصب نائب في البرلمان منذ عام 2016 حتى 2020، وكان أيضًا نائب رئيس جمعية صربيا الوطنية من أكتوبر (تشرين الأول) 2020 حتى وفاته.

## وفاته
تُوفي بسبب نوبةٍ قلبيةٍ أصابته في نوفي بازار بتاريخ 6 نوفمبر (تشرين الثاني) 2021، عن عمرٍ ناهز 51 عامًا. كان من المقرر أن يلُقي محاضرة في إحدى الجامعات في ذلك اليوم، لكنه مرض قبل ذلك مباشرة. أُعلن الحداد الوطني في نوفي بازار وعقدت جنازته في اليوم التالي.